# Kršćansko-demokratska unija (Njemačka)
Kršćansko-demokratska unija (njemački: Christlich-Demokratische Union, CDU) je demokršćanska konzervativna politička stranka desnog centra u Njemačkoj.
CDU djeluje u 15 od 16 saveznih pokrajina, u Bavarskoj ne postoji, gdje umjesto nje djeluje sestrinska stranka Kršćansko-socijalna unija (CSU), a obje stranke u Bundestagu čine zajedničku parlamentarnu frakciju, tj. Klub zastupnika zvanu Unija.

## Svjetonazor
Svjetonazorski ima svoje kršćanske korijene još od osnivanja stranke 1945., kada su katolici okupljeni oko predratne njemačke Centrističke stranke ("Zentrumspartei") i protestanti osnovali nad-konfesionalni pokret i utemeljili Kršćansku-demokratsku uniju. Tradicionalno je bliska Rimokatoličkoj crkvi, iako se njene pristaše u manjoj mjeri mogu naći i u protestantskom dijelu Njemačke. Zalaže se za konzervativnu politiku u društvenim pitanjima, u području gospodarstva zauzima se za socijalno tržišno gospodarstvo i vide ovaj model kao održivu garanciju za slobodu, blagostanje i sigurnost.

## Izborni rezultati
CDU je od kraja Drugog svjetskog rata do 1969. godine bila na vlasti u zapadnom dijelu Njemačke, u razdoblju njemačkog gospodarskog čuda. Pod Helmutom Kohlom ponovno je na vlast došla 1982. godine te je pod njenom vlašću provedeno ponovno ujedinjenje Njemačke 1990. godine.

Vlast je izgubila 1998. godine, da bi na izborima 2005. godine osvojila najveći broj glasova i vratila se na vlast s Angelom Merkel u tzv. velikoj koaliciji sa socijaldemokratskom strankom SPD. Od 2009. do 2013. u drugoj vladi Angele Merkel CDU i CSU bila je u koaliciji s njemačkim liberalima (Slobodna demokratska stranka). Na izborima u rujnu 2013. osvojila je 41,5% glasova, najviše od 1990., dok koalicijski partner FDP prvi puta u povijesti više nije zastupljen u njemačkom Bundestagu. Angela Merkel u trećem mandatu ponovno je na čelu velike koalicije između CDU, CSU i SPD-a. 

## Europski parlament
Članica je Europske pučke stranke (EPP). U Europskom parlamentu zastupljena je s 34 zastupnika i najveća je stranka okupljena oko EPP-a. CDU surađuje s hrvatskim strankama, Hrvatskom demokratskom zajednicom i Hrvatskom seljačkom strankom.

## Predsjednici stranke
| Ime i prezime              | Ime i prezime              | Početak mandata     | Završetak mandata  |
| -------------------------- | -------------------------- | ------------------- | ------------------ |
| Konrad Adenauer            | Konrad Adenauer            | 21. listopada 1950. | 23. ožujka 1966.   |
| Ludwig Erhard              | Ludwig Erhard              | 23. ožujka 1966.    | 23. svibnja 1967.  |
| Kurt Georg Kiesinger       | Kurt Georg Kiesinger       | 23. svibnja 1967.   | 5. listopada 1971. |
| Rainer Barzel              | Rainer Barzel              | 5. listopada 1971.  | 12. lipanja 1973.  |
| Helmut Kohl                | Helmut Kohl                | 12. lipnja 1973.    | 7. studenog 1998.  |
| Wolfgang Schäuble          | Wolfgang Schäuble          | 7. studenog 1998.   | 16. veljače 2000.  |
| Angela Merkel              | Angela Merkel              | 10. travnja 2000.   | 7. prosinca 2018.  |
| Annegret Kramp-Karrenbauer | Annegret Kramp-Karrenbauer | 7. prosinca 2018.   | 16. siječnja 2021. |
| Armin Laschet              | Armin Laschet              | 16. siječnja 2021.  | 30. siječnja 2022. |
| Friedrich Merz             | Friedrich Merz             | 31. siječnja 2022.  | na dužnosti        |

## Vanjske poveznice
- www.cdu.de
- www.cducsu.de stranica zajedničke parlamentarne frakcije - kluba zastupnika